# Jerzy Dobrowolski (pułkownik)
Jerzy Dobrowolski (ur. 23 czerwca 1879 w Kolińcach, zm. 26 czerwca 1941 we Lwowie) – polski inżynier budownictwa lądowego, pułkownik artylerii Wojska Polskiego.

## Życiorys
Urodził się 23 czerwca 1879 w Kolińcach w rodzinie Zenona Mieczysława Wojciecha Dobrowolskiego h. Leliwa (1843–1922)  i Michaliny Eugenii z Łukasiewiczów (1855–1937). Był bratem Ludwiki (s. Marii Zenony od Zbawiciela) (1879–1956), Bronisławy (s. Jadwigi od Jezusa) (1883–1967), Bolesława Pawła (1884–1944), Marii po mężu Chorośnickiej (1886–1969) i Zbigniewa (1894–1899). Absolwent Politechniki Lwowskiej i Wyższej Szkoły Wojennej w Warszawie. Po odzyskaniu przez Polskę niepodległości w 1918 wstąpił do Wojska Polskiego. Uczestniczył w obronie Lwowa 1919 i wojnie polsko-bolszewickiej. W 1921 został pierwszym dowódcą nowo sformowanego 10 pułku artylerii ciężkiej w Przemyślu i pełnił tę funkcję do 1925. Od 21 maja 1925 do 1927 był dowódcą 6 pułku artylerii ciężkiej w garnizonie Lwów. Od maja 1927 do 1929 był dowódcą 6 Grupy Artylerii. 14 lutego 1929 został przeniesiony w stan spoczynku.
Po wybuchu II wojny światowej, kampanii wrześniowej 1939 i agresji ZSRR na Polskę działał we Lwowie w Polskiej Organizacji Walki o Wolność (kierowali nią gen. dyw. Marian Januszajtis-Żegota, gen. bryg. Mieczysław Boruta-Spiechowicz i ppłk rez. Antoni Jakubski). Kierował kontaktem „Lwów prowincja”, od października do listopada 1939 był szefem sztabu, a następnie komendantem POWoW. 8, 9 lub 12 grudnia 1939 został aresztowany przez NKWD we Lwowie. Miał ponieść śmierć w więzieniu w Kijowie. Jego tożsamość nie została wymieniona na opublikowanej w 1994 tzw. Ukraińskiej Liście Katyńskiej (części zbrodni katyńskiej). W 1943 nadeszła informacja, że został wywieziony w głąb Rosji, zmarł w czasie transportu i został pochowany w okolicach Charkowa. Jednak współczesne źródła wskazują, że po aresztowaniu, przebywał w więzieniu nr 2 Obwodu Lwowskiego i został rozstrzelany w dniu 26 czerwca 1941 w więzieniu przy ul. Zamarstynowskiej we Lwowie.
Dwukrotnie żonaty. Po raz pierwszy ze Stefanią z Mochnackich, po raz drugi z Elżbietą z Dembowskich (1888–1966).

## Ordery i odznaczenia
- Krzyż Walecznych
- Złoty Krzyż Zasługi (10 listopada 1928)[13]